# بيرسي بولارد
بيرسي بولارد (بالإنجليزية: Percy Pollard)‏ هو سياسي أسترالي، ولد في 16 يونيو 1883 في أستراليا، وتوفي في 19 مايو 1948. حزبياً، نشط في Nationalist Party (Australia) ‏. وقد انتخب عضو مجلس نواب تسمانيا.